# Dietrich Noßky
Dietrich Noßky (* 10. Januar 1937 in Gera-Debschwitz) ist ein deutscher Maler und Grafiker.

## Leben
Dietrich Noßky studierte nach dem Abitur von 1955 bis 1960 an der Ernst-Moritz-Arndt-Universität Greifswald Kunsterziehung bei Herbert Wegehaupt, durch den er entscheidende künstlerische Impulse erhielt. Von 1960 bis 1965 arbeitete er als Kunsterzieher in Wurzbach und in Gera. 1965 bis 1970 studierte er bei Fritz Dähn, Kurt Robbel, Günther Brendel und Arno Mohr an der Kunsthochschule Berlin-Weißensee Malerei. Er begann dort schon mit Lehrtätigkeit für das Abendstudium. 1970 bis 1973 arbeitete er freiberuflich als Maler in Berlin und Eisenhüttenstadt. 1973 bis 1980 war Noßky Assistent und danach bis 1988 Dozent an der Kunsthochschule Berlin-Weißensee. Dort hatte er dann ab 1988 bis zu seiner Emeritierung 1999 eine Professur. Zu seinen Schülern gehörten u. a. Michael Hegewald, Michael Kutzner (* 1955), Roland Nicolaus, Christa Panzner (* 1948), Peter Panzner und Thomas J. Richter.
Noßky war bis 1990 Mitglied des Verbands Bildender Künstler der DDR und hatte in der DDR eine bedeutende Zahl von Einzelausstellungen und Ausstellungsbeteiligungen, u. a. 1982/1983 und 1987/1988 an der IX. und X. Kunstausstellung der DDR in Dresden.
Vor allem seit 1999 unternahm Noßky Reisen durch Europa, nach Ägypten, Mexiko, Tunesien, China, auf die Insel Bali und nach Indien. Mehrfach kam er auf die Insel Rügen nach Göhren. „Noßkys Lust, die Welt zu sehen, im Großen wie im Kleinen, die Bejahung des Sichtbaren, der Hunger aufs Sehen wurde geprägt in Greifswald, u. a. auch durch die Begegnungen mit Otto Niemeyer-Holstein.“ Noßky lebt und arbeitet vorwiegend in Berlin.

## Rezeption
Nosky „gehört zur Generation der jungen Wilden: Im Osten erzeugte die doppelte Verketzerung klassischer Moderne, erst als „entartet“, dann als „formalistisch“, einen künstlich atavistischen Hunger auf den Expressionismus. Den nährten dazu Überlebende jener Aufbruchsgeneration, denen Noßky als seinen Lehrern begegnete.“
„Bezeichnend für seinen Stil ist sein expressiver Strich und dass Alltägliches, einfache Momente und Gegenstände etwas Kontemplatives bekommen.“

## Museen und Öffentliche Sammlungen mit Werken Noskys (mutmaßlich unvollständig)
- Beeskow: Kunstarchiv Beeskow[5]
- Berlin: Nationalgalerie Berlin
- Berlin: Berlinische Galerie
- Berlin: Kunstsammlung Pankow[6]
- Berlin: Stiftung Kunstforum der Berliner Volksbank[7]
- Görlitz: Kulturhistorisches Museum Görlitz[8]
- Neubrandenburg: Kunstsammlung Neubrandenburg

## Weitere Werke (Auswahl)

### Tafelbilder
- Schönhauser Allee Berlin (1978, Öl, 50 × 60 cm; Nationalgalerie Berlin)
- Studenten (1981, Öl; auf der IX. Kunstausstellung der DDR)
- Bootssteg (1987, Öl, 41 × 50 cm; Kunstsammlung Neubrandenburg)
- Tagebaulandschaft (1088, Öl, 49,50 × 70 cm; Kunstsammlung Neubrandenburg)

## Einzelausstellungen (unvollständig)
- 1978 Berlin, Galerie im Turm
- 1982/83 Berlin, Galerie am Prater
- 1983 Görlitz, Galerie im Schönhof
- 1984 Karl-Marx-Stadt, Galerie im Schauspielhaus
- 1985 Greifswald, Greifengalerie
- 1989 Rostock, Galerie am Boulevard
- 1990 Soest, Galerie Take
- 1992 Berlin, Galerie 100
- 1993 Berlin, Japanisch-Deutsches Zentrum („Dietrich Noßky und Schüler“)
- 1994 Berlin, Galerie Grahl
- 1994 Winterthur (Schweiz), Galerie d’Art
- 1997 Berlin, Galerie am Strausberger Platz und
- 1997 Weimar, Galerie und Kunsthaus Hebecker
- 1998 München-Dachau, Galerie Kettl und Schrall
- 2000 Zwickau, Galerie im Domhof
- 2001 Tokio, Galerie MMG
- 2003 Berlin, Galerie Petra Lange
- 2004 Berlin, Galerie 100
- 2006 Berlin, Galerie Solitaire
- 2007 Berlin, Galerie M
- 2008 Berlin, Galerie im Turm
- 2009 Soest, Museum Wilhelm-Morgner-Haus
- 2010 Fehmarn, Ernst-Ludwig-Kirchner-Verein
- 2011 Berlin, Helios-Klinikum Buch
- 2013 Birkenwerder, Galerie Waldhof
- 2013 Gera, Kunstareal auf Schloss Osterstein
- 2017 Berlin, degewo-Galerie
- 2020 Hannover, Neue Archaik in der Galerie Brutal, Titel: Von den Dächern Ostberlins[9]